# Ófalu
Ófalu (Duits: Ohwala) is een plaats (község) en gemeente in het Hongaarse comitaat Baranya. Ófalu telt 346 inwoners (2001), waarvan de meeste behoren tot de Donau-Zwaben. Het dorp was tot 1976 geïsoleerd door het ontbreken van een verharde weg naar de buitenwereld.
Er is in het dorp een oudheidkamer van de Duitse minderheid (Heimatmuseum, Német Nemzetiségi Tájház).